# Sinningia sceptrum
Sinningia sceptrum é uma espécie de planta do gênero Sinningia e da família Gesneriaceae. 

## Taxonomia
A espécie foi descrita em 1975 por Hans Wiehler. 
Os seguintes sinônimos já foram catalogados:  
- Gesnera sceptrum  Martius
- Gesneria sceptrum  Mart.
- Corytholoma igneum  (Mart.) Decne.
- Corytholoma sceptrum  (Mart.) Decne.
- Rechsteineria sceptrum  (Mart.) Kuntze

## Forma de vida
É uma espécie terrícola, herbácea e subarbustiva. 

## Descrição
É uma planta com 50-200 centímetros de altura, crescendo muitas vezes em barrancos, caule raramente ramificado, cálice com lacinias brevemente soldadas na base, corola tubulosa de seção redonda,  lobos dorsais um pouco maior sem formar uma galea nítida, laranja-avermelhada pálida a creme ou vermelha pálida ou alaranjada.  
| Caule                               | Caule                               |
| ----------------------------------- | ----------------------------------- |
| caule aéreo                         | anual                               |
| tubérculo                           | presente                            |
| Folha                               |                                     |
| filotaxia                           | 3 verticilada/4 verticilada         |
| simetria da lâmina                  | simétrica                           |
| formato da lâmina                   | elíptica/lanceolada                 |
| ápice da lâmina                     | acuminado                           |
| base da lâmina                      | aguda/obtusa                        |
| margem da lâmina                    | denteada/serreada                   |
| indumento da face abaxial da lâmina | tomentoso                           |
| Inflorescência                      |                                     |
| organização                         | composta                            |
| posição                             | axila de bráctea                    |
| Flor                                |                                     |
| formato da lacínia do cálice        | lanceolada/ovada                    |
| indumento da lacínia do cálice      | pubescente/tomentosa                |
| formato da corola                   | tubulosa                            |
| cor do tubo da corola               | creme/laranja/laranja - avermelhado |
| lobo da corola                      | subiguais                           |
| Fruto                               |                                     |
| consistência                        | seca                                |

## Conservação
A espécie faz parte da Lista Vermelha das espécies ameaçadas do estado do Espírito Santo, no sudeste do Brasil. A lista foi publicada em 13 de junho de 2005 por intermédio do decreto estadual nº 1.499-R. 

## Distribuição
A espécie é encontrada nos estados brasileiros de Bahia, Espírito Santo, Minas Gerais e Rio de Janeiro. 
A espécie é encontrada nos  domínios fitogeográficos de Cerrado e Mata Atlântica, em regiões com vegetação de floresta ombrófila pluvial.